# Cantón Suscal
Suscal es un cantón de la provincia de Cañar, Ecuador, tiene una población de 4.419 habitantes en el censo del año 2001.